# Dolmen de l'Ubac
Le dolmen de l'Ubac  est un dolmen, situé sur la commune de Goult dans le Vaucluse. Il a été découvert à l'occasion d'une crue de la rivière voisine en 1994. Le dolmen ayant été jusque là protégé sous une couche d'alluvions, son étude s'est révélée riche d'enseignements sur l'architecture des dolmens provençaux.

## Historique
Le dolmen a été découvert en 1994, à la suite d'une crue du Calavon qui avait entamé les dépôts limoneux de sa rive gauche par une coupe verticale de 2 à 5 m de hauteur et environ 80 m de long révélant la présence d'un bâtiment antique et d'une tombe (présence d'ossements humains). Le site fait alors l'objet d'une campagne de fouilles archéologiques entre 1996 et 2009. Après une nouvelle crue du Calavon qui amputa la partie est de la chambre funéraire, le dolmen fut entièrement démonté et reconstruit à proximité sur un espace protégé.
Les apports sédimentaires récurrents liés aux crues du Calavon ont contribué à l'excellent état de conservation de l'architecture du dolmen et des sépultures qui y ont été pratiquées.

## Architecture
Le dolmen est caractéristique des dolmens à chambres allongées de Provence. Il est constitué d'une chambre de forme trapézoïdale (légèrement plus large à l'entrée qu'au chevet) délimitée par des murs en pierre sèche et précédée d'un couloir, entourée d'un tumulus de forme ronde recouvert d'une chape de dalles et de pierres. Toutes les pierres utilisées sont des dalles de molasse issues des effondrements de pied de pente des environs.

### Le tumulus
Le tumulus correspond à un tertre d'environ 12 m de diamètre, en forme de dôme, surmonté d'une chape de dalles. Il atteint 1 m de hauteur au centre, soit 1,50 m de hauteur par rapport au sol de la chambre. La masse du tertre est constituée d'une couche de terre argilo-sableuse incluant quelques petits galets. Elle renferme une structure interne constituée de deux couronnes concentriques en pierres, de respectivement 6,50 m et 8,50 m de diamètre, espacées par un intervalle d'environ 1 à 1,30 m. Les deux couronnes sont constituées de dalles contiguës disposées de chant, initialement en position verticale mais découvertes en position fortement inclinée dans le sens de la pente. Les couronnes n’émergeaient pas du tertre, celui-ci atteignant 0,80 m de hauteur au niveau de la première couronne et 0,50 m au niveau de la seconde couronne. L'ensemble est recouvert d'une chape de pierres, qui devait à l'origine recouvrir complètement le tertre, mais laissait apparaître le sommet de la couverture de la chambre. Les pierres de la chape sont de dimensions variables (0,10 à 0,75 m de long) et disposées sans ordre apparent, certaines se chevauchant parfois. L'ensemble atteint une épaisseur totale de 0,50 m.

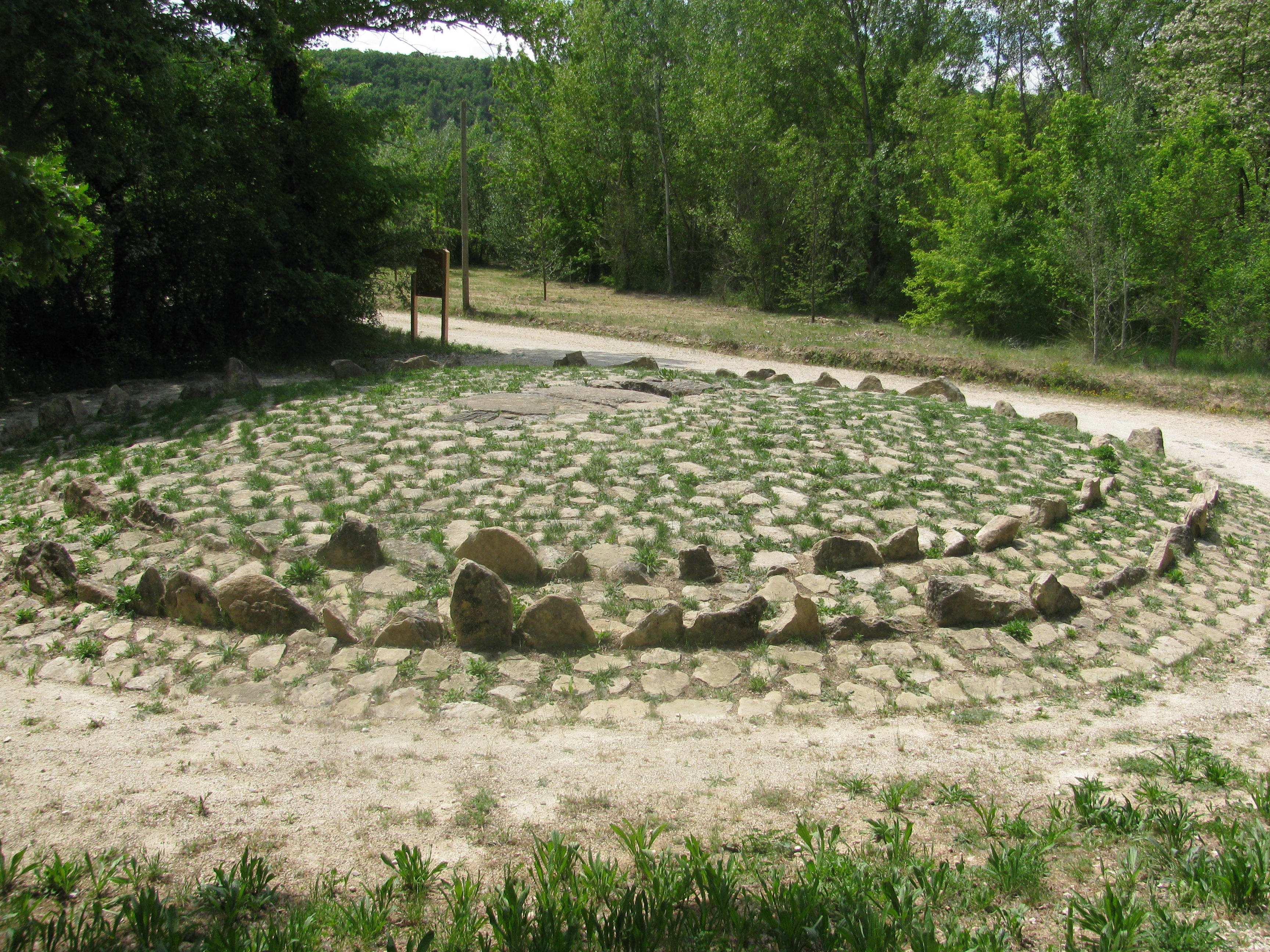
Couronnes internes et chape du tumulus restauré.

### Le couloir
Le couloir mesure 1 m de long sur 0,70 à 0,80 m de large et 0,80 m de hauteur. Il correspond à un accès minimal et ne débouche pas sur le bord extérieur du tumulus s’arrêtant à 3 m de celui-ci. Les parois sont constituées de deux murets en pierres sèches, de neuf à dix assises à la disposition assez sommaire, seule une à deux piles étant plus soigneusement superposées, et qui se sont fortement inclinés avec le tassement de la terre environnante faute de consolidation. Le sol du couloir est surélevé d'environ 0,60 m par rapport à celui de la chambre. Le couloir a été découvert colmaté par un empilement de blocs sur 0,45 m de hauteur, eux-mêmes surmontés par la chape du tumulus. Une des dalles de cette structure de condamnation de l'accès comportait des traces de feu.

### La chambre
La chambre ouvre au nord-ouest. À l'origine la chambre était de forme rectangulaire mais l'affaissement partiel de sa paroi nord lui donne une forme légèrement trapézoïdale (2,45 m de long sur 1,40 m de large côté entrée et 1,20 m côté chevet). La hauteur maximale sous couverture est de 1,40 à 1,60 m. La construction de la chambre a consisté à creuser une fosse d'une cinquantaine de centimètres dans le sol constitué d'alluvions, puis à construire les parois nord et sud constituées de murs en pierre sèche qui devaient à l'origine s'élever en encorbellement. La dalle de chevet est la seul orthostate de la chambre, elle a été découverte effondrée. Sa forme polygonale ne pouvait permettre, ni en largeur ni en hauteur (hauteur maximale 1 m, 1,20 m de largeur maximale et 0,20 m d'épaisseur), de fermer complètement le chevet. Elle était donc complétée par plusieurs assises de petites dalles qui venaient colmater son contour irrégulier. Les murs nord et sud s’appuient chacun sur un pilier d'entrée constitué d'une dalle de faible épaisseur, aménagement caractéristique aux dolmens provençaux et bas-rhodaniens, délimitant une entrée de 0,45 m de large. Le pilier nord mesure 1,55 m de haut sur 0,55 m de large et 0,20 m d'épaisseur et le pilier sud 1,46 m de haut sur 0,60 m de large et 0,10 à 0,20 m d'épaisseur. Le passage du couloir à la chambre est marqué par une dalle de seuil de forme carrée redressée en position verticale et s'appuyant sur les piliers côté couloir. Le sol de la chambre est intégralement dallé avec de petites pierres plates agencées avec soin, se chevauchant parfois et limitant les espaces interstitiels.
La chambre était à l'origine recouverte d'est en ouest par trois dalles jointives de respectivement 1,85 m de long sur 1,40 m de large et 0,20 m d'épaisseur, 2 m de long sur 1,35 m de large et 0,25 m d'épaisseur et 1,90 m de long sur 0,75 m de large et 0,25 m d'épaisseur. Dans un second temps, deux d'entre elles sont déplacées de part et d'autre de l'entrée, le nouveau mode de couverture de la chambre demeurant inconnu, la troisième ayant été retrouvée en contrebas de la rive après la crue de 1994.

## Mobilier archéologique
La découverte d'un foyer empierré à la surface du sol sous la couche archéologique la plus basse a permis de prélever des échantillons de charbon qui ont pu faire l'objet d'une datation au carbone 14. Le site fut fréquenté, avant la construction du dolmen, dès la fin du Mésolithique. Après la condamnation du dolmen, le site a continué à être fréquenté jusqu'au Bronze ancien. Cette occupation pérenne pourrait s'expliquer par l'exploitation des galets issus du Calavon.

### Matériel archéologique
Le tiers oriental de la chambre a disparu avec la crue de 1994, pour autant la perte de matière semble très réduite, la stratigraphie n'ayant pas été perturbée. Le colmatage par le limon issu du tertre de tous les interstices du tumulus et de la chambre a entraîné la présence de dépôts involontaires. Ces apports sédimentaires incluant un matériel néolithique et post-néolithique ne permettent pas un décompte précis par période archéologique. Au cas particulier, il s'agit essentiellement de tessons de céramique et d’éclats de taille de silex datés du Néolithique final ou du Bronze ancien. Les dépôts volontaires sont caractérisés par des objets lithiques (2 rognons de silex, 6 galets de taille moyenne, 5 armatures de flèche, 1 fragment de lame) ou céramiques (fragments de deux petits vases à paroi fine) plus lourds. Les éléments de parure découverts correspondent à sept perles en roche (calcaire, calcite, chloritoschiste, variscite) retrouvées dans les interstices du pavage du sol de la chambre.
Deux stèles ont été découvertes sur le site. La stèle n°1 a été découverte contre le tertre. C'est le fragment supérieur (37 cm par 36 cm et 7,5 cm d'épaisseur) d'une stèle trapézoïdale plus grande en molasse d'origine locale, polie sur ses deux faces, ses flancs et son sommet. La stèle n°2 a été découverte à la base du tertre. Il s'agit également du fragment supérieur (40 cm par 35 cm et 11 cm d'épaisseur) d'une stèle plus grande en molasse. Elle ne comporte aucun décor mais de légères traces de couleur apparaissent en humidifiant sa surface. Les deux stèles, par leur forme trapézoïdale et leur sommet incurvé, ont été rapprochées des stèles n°1 et 2 de Lauris-Puyvert.

### Ossements humains
L'analyse stratigraphique du comblement de la chambre, l'évolution architecturale de celle-ci et la répartition des squelettes ont conduit les fouilleurs à distinguer quatre grandes phases d'occupation, chaque phase se subdivisant en trois à quatre séquences correspondant à différentes utilisations successives. La couche archéologique correspondante à la phase 1 reposait directement sur le sol dallé. L'ensemble correspond à quatre niveaux de dépôts successifs. La couche renfermait 1 939 ossements humains représentant au moins 18 adultes et 7 individus de moins de 20 ans, dont 13 retrouvés en connexion anatomique. Durant la phase 2, la couche précédente est recouverte dans le tiers oriental de la chambre (moins de 1 m2) par une couche de limon sur laquelle des blocs et des dalles de grandes dimensions sont déposés. Cette seconde couche renfermait 1 662 ossements humains attribués à une vingtaine d’individus dont environ 15 adultes. Au cours de la phase 3, deux dalles de couvertures sont déplacées et une partie du mur sud s'effondre. La couche archéologique correspondante contenait 1 254 ossements humains, dont quelques fragments d'os brûlés superficiellement, représentant 16 individus dont 14 adultes. Durant la phase 4, la chambre est déjà comblée et les inhumations sont pratiquées au dessus des dalles de couverture qui ont été déplacées, dans un espace de 1,50 m de long sur 0,80 m de large ayant accueilli la dépouille d'au moins 3 individus (95 ossements humains). Les caractéristiques démographiques ne varient pas significativement d'une phase à l'autre : les individus des deux sexes figurent à parts quasiment égales mais les enfants de 0 à 1 an ne sont représentés que par un seul sujet.
Les datations au radiocarbone obtenues sur des ossements humains issus des phases 1 et 2 indiquent une première utilisation du monument au Néolithique final vers 3350 av. J.-C. à 2900 av. J.-C..

## Localisation et aménagement
Le dolmen est désormais situé à l’extrémité de la plaine de Marican, à proximité de la colline de l'Ubac, sur la rive gauche du Calavon, à la hauteur du « Hameau de Lumières ». Le site est accessible par la route départementale RD218, ainsi que par le sentier de grande randonnée 653D, ou le Véloroute du Calavon. La commune de Goult et le département de Vaucluse ont aménagé le site dans le cadre du développement du tourisme vert.